# Língua babine–witsuwit'en
Babine–Witsuwit'en ou Nadot’en-Wets’uwet’en é uma língua Atabascana falada no centro interior da Colúmbia Britânica, Canadá. É relacionanda com a língua Dakelh ou Carrier. Bor causa dessa relação próxima com laços culturais e políticos, a língua é também chamada Carrier Setentrional ou Carrie Ocidental. Porém, conforme especialistas, a Babine–Witsuwit'en deve ser considerada uma língua separada, embora relacionada..

## Nome
Por breve tempo nos anos 1990 foi chamada Bulkley Valley – Lakes District Language (BVLD). Ethnologue usa o termo Babine para a língua como um todo, não somente para um dos 2 dialetos

## Fonologia
|             |           | Labial | Alveolar  | Alveolar        | Alveolar                      | Dorsal           | Dorsal | Dorsal | glotal |
| central     | lateral l | Labial | sibilante | palatal frontal | velar labializada arredondada | uvular posterior |        |        | glotal |
| ----------- | --------- | ------ | --------- | --------------- | ----------------------------- | ---------------- | ------ | ------ | ------ |
| Nasal       | Nasal     | m      | n         |                 |                               |                  |        |        |        |
| Oclusiva    | tenuis    | p      | t         | tɬ              | ts                            | c                | kʷ     | q      | ʔ      |
| Oclusiva    | aspirada  | (pʰ)   | tʰ        | tɬʰ             | tsʰ                           | cʰ               | kʷʰ    | qʰ     |        |
| Oclusiva    | Ejetiva   | (pʼ)   | tʼ        | tɬʼ             | tsʼ                           | cʼ               | kʷʼ    | qʼ     |        |
| Continuante | Sonora    |        |           | l               | z                             | j                | w      | ʁ      |        |
| Continuante | Surda     |        |           | ɬ               | s                             | ç                | xʷ     | χ      | h      |

As labiais aspiradas e ejetivas são mais raras do que as demais consoantes

## Escrita
A língua Babine–Witsuwit'en usa o alfabeto latino com 29 símbolos, mas sem as letras F, J, Q, R, V, X. ( desses símbolos são grupos de 2 letras e há 5 letras simples com diacríticos.

## Amostra de texto
Niwhdzï bï uzdïlhye k’ay skak nis widïzilh hiyï ’itadzïlh, ’enï niwhbe tsëh naantadzïl, niwhkinic hiyï’itadzïlh.
Português
Nos ná um sentimento lindo saber que nossas crianças vão cuidar de nós e usar nossa língua.

## Noras
1. ↑  (Kari 1975, Story 1984, Kari and Hargus 1989)
2. ↑  Wright, Hargus & Davis (2002):45